# Харламов, Матвей Яковлевич

Открытие первого в Ленинграде памятника В. И. Ленину перед Невским заводом в 1926 г. (ныне проспект Обуховской Обороны, Санкт-Петербург)

Матве́й Я́ковлевич Харла́мов (27 ноября 1870, Одесса — 18 ноября 1930, Ленинград) — русский и советский скульптор-монументалист.

## Биография

Памятник Я. М. Свердлову в Екатеринбурге

Памятник М. В. Фрунзе, площадь Фрунзе, сквер, Шуя, Ивановская область

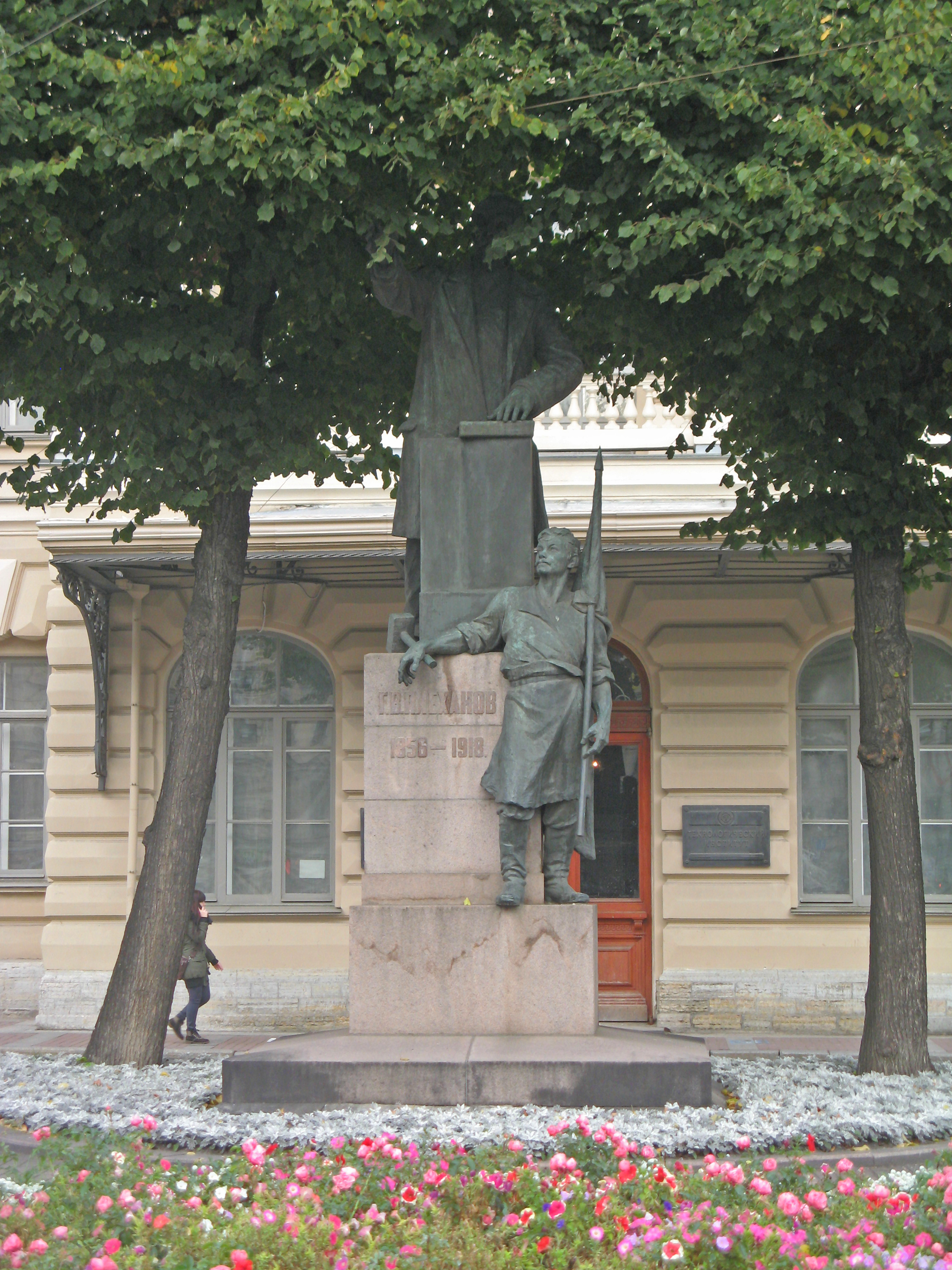
Памятник Плеханову в Санкт-Петербурге

Памятник революционеру В. П. Алексееву в Ленинграде

Сын бывшего крепостного. В начале учился в Одесском художественном училище, в 1899 году окончил Высшее художественное училище при Императорской Академии художеств. Ученик В. А. Беклемишева.
В ноябре 1899 года получил звание художника за скульптуру «Защита». С 1900 г. был заграничным пенсионером.
Женой скульптора была Софья Сигизмундовна Озембловская (1892 г.р.)
В браке родились две дочери - Анна (1913 г.р.) и Мария (1917 г.р.).
Анна Матвеевна Харламова стала архитектором. Она не только проектировала новые здания, но и исследовала архитектурные памятники, участвовала в первой после отступления немецко-фашистских захватчиков комиссии по определению ущерба, причиненного памятникам Ленинграда и его пригородов, других городов России. В конце своей трудовой деятельности Анна Матвеевна работала в Научно-методическом совете по охране памятников при Министерстве культуры СССР. Супруг - Василий Александрович Миняев, художник. Похоронена на Комаровском кладбище.
Мария Матвеевна Харламова стала скульптором. В 1946 году окончила Институт живописи, скульптуры и архитектуры им. И. Е. Репина. Она являлась членом Союза художников СССР, членом Санкт-Петербургского отделения Союза художников России. Является одним из авторов рельефов Пискаревского кладбища. Участница многих художественных выставок. Основные произведения скульптора: «В жизнь», «Портрет архитектора С. Г. Майофиса», «Мать солдата», «Юность», «Гимнаст» и др. Супруг - скульптор Моисей Абрамович Вайнман.
Помимо творческой деятельности, Матвей Харламов входил в правление производственного кооперативного товарищества "Лиговский охотник" (адрес правления на 1924 г. пос. Урицкого, Ленинградского уезда, Веселый переулок, д.5/7 кв. 1)
Около 17-ти лет занимался преподавательской деятельностью. Среди его учениц - скульптор Дрейлинг Александра Васильевна.
В годы Великой Отечественной войны мастерская скульптора в Урицке (просп. К. Маркса, 48), где хранились его незавершенные работы, эскизы, наброски и семейные документы, была уничтожена, сгорела вместе с домом. Многие его произведения дошли до нас только в фотографиях.
Похоронен на Комаровском кладбище.

## Творчество до 1917 г
Свою карьеру скульптора начал в Санкт-Петербурге. После возвращения из заграничной поездки ему было поручено создание трехчастного 96-метрового фриза-горельефа (совместно с В. С. Богатыревым) для Российского этнографического музея на тему «Жизнь и труд народов России» в виде 183 фигур, представляющих многообразие народов России.
Выполнил скульптурную группу «Афина» на аттике Этнографического музея в 1900—1911 г.
Среди его первых работ — памятник героям-каспийцам, погибшим в русско-японской войне (1911 год, архитектор А. К. Миняев, скульптор М. Я. Харламов. Суворовский городок) и трехфигурная скульптурная группа «Россия» со щитом (дом Страхового общества «Россия»).
Помимо данных работ воплотил идею «Царь и его народ» в бронзовой статуе Александра III (архитектор В. Ф. Свиньин, литейщик Нелли, 1912—1916 гг.), которая после 1917 г. была уничтожена.
В 1913 г. Харламов выполнил бюст сатира (тонированный гипс), который хранится в Чувашском государственном художественном музее
До октябрьской революции 1917 года активно работал при застройке российской столицы. В частности, для Военно-медицинской академии.

## Творчество после 1917 г.
М. Харламов — автор ряда известных памятников, занимался также созданием бюстов известных писателей, подготовил несколько вариантов скульптур Максима Горького и Льва Толстого. В ходе реализации плана «монументальной пропаганды» изготовил бюсты К. Маркса, Ф. Дзержинского, К. Либкнехта, Р. Люксембург и Марата.
В 1924-1925 гг. новая работа - бюст "Октябрина" с рельефной надписью. Прообразом послужила дочь скульптора. Две бронзовые "Октябрины" хранятся в Государственном Русском музее и Екатеринбургском музее изобразительных искусств, а "Октябрина", выполненная из тонированного гипса находится в Ряжском краеведческом музее

## Лениниана
После революции Матвей Харламов, сосредоточился на создании монументов Ленину для разных городов страны. На его счету более десятка вариантов бюстов вождя. В 1923—1925 изготовил два бюста В. И. Ленина.
Харламов дважды встречался с Лениным - в 1917 и 1919 гг., а в 1923 г. создал первый прижизненный бюст вождя с рельефной надписью "Ленин", который хорошо сохранился в многочисленных музейных и частных собраниях, так как тиражировался тысячами. Бюсты выполнялись как их тонированного гипса, отлитых в мастерских Академии художеств, так и в цехе художественного литья завода "Красный Выборжец". Места хранения Ильича, вышедшего в тираж: Государственный музей истории Санкт-Петербурга, Дальневосточный художественный музей, Вытегорский объединённый музей и др.
Харламов получил исключительный отзыв Центральной комиссии по увековечению памяти В.И.Ленина при ВЦИК РСФСР, которая отметила фигуру Ленина работы Харламова как первую удавшуюся попытку разрешения проблемы увековечения памяти вождя.в плане монументального изображения. Работы Харламова по созданию ряда памятников Ленину и множеству его портретных бюстов были многократно отмечены премиями.
Он автор первого в Ленинграде памятника В. И. Ленину перед Невским заводом (1926). Скульптор дважды лично видел вождя (на митинге в 1917 г. и похоронах Елизарова в 1919 г.). В личном архиве скульптора были три фотографии Ленина, которые и стали, по мнению учёных, основой для скульптурных портретов. Более того, в день смерти Владимира Ильича Матвей Харламов выезжал в Москву. Там, стоя у гроба Ленина, он лепил его посмертный портрет. В 1920-е гг. канон "новых веяний" скульптуры ещё не совсем сложился, и памятники изображали "живого вождя".
После появления в продаже бюстов В.И.Ленина по моделям скульптора Харламова, изготовленных неизвестными лицами из недоброкачественных материалов, искажающих облик вождя, комиссия по увековечению памяти Ленина при Ленинградском Губисполкоме объявило исключительным правом изготовления и распространения бюстов Комиссии Производственного Бюро при Ленинградской Академии Художеств.
"Настоящим комиссия предупреждает владельцев предприятий, торгующих указанными бюстами ... об уголовной ответственности..."
По постановлению ЦИК от 27 июня 1924 г.  чтобы иметь памятник Ленину, необходимо было заказывать у скульпторов, которые удостоились чести создать образ вождя (Г.Д.Алексеев, Н.А.Андреев, В.В.Козлов, Б.Д.Королев, М.Г.Манизер, И.А.Менделевич, С.Д.Меркулов, М.Я.Харламов и И.Д.Шадр)
Список объектов:
- памятник Ленину в Ленинграде (проспект Обуховской Обороны, 51. Перед зданием «Невского завода». Открыт 8 августа 1926 года.)
- памятник Ленину в Ленинграде (ул. Ленина, 52. Первоначально открыт в гипсе 7 ноября 1923 года в подъезде дома № 48, в начале 1930-х годов отлит из бетона и перенесен на современное место, в 1960-м году демонтирован в связи с заменой на гранитный. Демонтирован в 1992 году, постамент сохранён, в настоящее время увенчан декоративным гранитным шаром).
- памятник Ленину в Ленинграде (площадь Стачек, 9. Открыт в 1931 году. В 1940 году перенесён на территорию завода точных электромеханических приборов (ТЭМП) (ул. Швецова, 23). Ныне на территории музейного комплекса "Шалаш Ленина").
- памятник Ленину в Пскове, открыт 7.11.1925 у Дома Советов[13]
- памятник Ленину в Кронштадте[14]

## Памятники другим историческим личностям
Среди самых известных его работ — памятник М. Фрунзе в Шуе. В Свердловске (ныне Екатеринбург) — памятник Якову Свердлову. установленный в 1927 году на площади Парижской коммуны, который является символом Екатеринбурга.
- памятник Г. В. Плеханову (матрос со знаменем) перед Технологическим институтом в Санкт-Петербурге (Московский просп., 26, Загородный просп., 49, скульпторы И. Я. Гинцбург, М. Я. Харламов, архитектор Я. Г. Гевирц). Открыт 3 мая 1925 года. Памятник монументального искусства Федерального значения. Вид документа о постановке на государственную охрану: постановление Совета Министров РСФСР от 04.12.1974 № 624).
- Первый памятник И. В. Сталину созданный в 1929 году, в канун празднования 50-летия Сталина[15][16]. В отличие от работы комиссии по увековечению памяти Ленина, конкурсы среди художников и скульпторов на право изобразить И. В. Сталина, были закрытыми[17].
- Памятник В. П. Алексееву, (Ленинград). Бюст был похищен в 1992 г., найден поврежденным и сейчас хранится в фондах Государственного музея городской скульптуры[18]